# جويل مكهيل
جويل مكهيل (بالإنجليزية: Joel Edward McHale)‏ هو كاتب وكاتب سيناريو وممثل أمريكي، ولد في 20 نوفمبر 1971 بروما في إيطاليا.

## أعمال

### أفلام
- (2004) الرجل العنكبوت 2[4][5][6]
- (2005) أسياد دوغتاون[7]
- (2009) موسم صيد 2
- (2011)  كل الوقت في العالم
- (2012) تيد[8]
- (2014) مزيج[9][10]
- (2018) هادمو اللذات

### مسلسلات
- الدجاجة الآلية
- العرض المتأخر مع ديفيد ليترمان
- موردر
- ريك ومورتي
- كوميونتي

## وصلات خارجية
- جويل مكهيل على موقع IMDb (الإنجليزية)
- جويل مكهيل على موقع ألو سيني (الفرنسية)
- جويل مكهيل على موقع ميوزك برينز (الإنجليزية)
- جويل مكهيل على موقع تيرنر كلاسيك موفيز (الإنجليزية)
- جويل مكهيل على موقع أول موفي (الإنجليزية)
- جويل مكهيل على موقع قاعدة بيانات الأفلام السويدية (السويدية)
- جويل مكهيل على موقع إن إن دي بي (الإنجليزية)
- جويل مكهيل على موقع قاعدة بيانات الفيلم (الإنجليزية)
- جويل مكهيل على موقع كينوبويسك (الروسية)